# Аксу (Катон-Карагайский район)
Аксу (каз. Ақсу, до 2009 г. — Белое) — село в Катон-Карагайском районе Восточно-Казахстанской области Казахстана. Административный центр Аксуского сельского округа. Код КАТО — 635433100.

## Население
В 1999 году население села составляло 1381 человек (695 мужчин и 686 женщин). По данным переписи 2009 года, в селе проживали 834 человека (430 мужчин и 404 женщины).